# Kaitō Tenshi Twin Angel
Kaitō Tenshi Twin Angel (快盗天使ツインエンジェル, Kaitō Tenshi Tsuin Enjeru) est un pachislot de Sammy, adapté en manga en 2007, puis en anime de deux OAV par le studio Nomad en 2008, puis en une série anime régulière diffusée entre juillet et septembre 2011.

## Histoire
Blue Angel et Red Angel forment les Twin Angel, qui sont en réalité Haruka Minazuki et Aoi Kannazuki. Elles sortent de leur combat contre Black Auction, quand un certain "Baron de la Quatrième Dimension" tente de s'emparer de statues jumelles de leur école.

## Personnages
Haruka Minazuki / Red Angel
Voix : Yukari Tamura
Aoi Kannazuki / Blue Angel
Voix : Mamiko Noto
Kurumi Hazuki / Wihte Angel
Voix : Rie Kugimiya
Yuito Kisaragi / Misty Knight
Voix : Nobuyuki Hiyama
Black Trader
Voix : Rikiya Koyama
Tesla Violette
Voix : Yui Horie
Nine Violette
Voix : Ryoka Yuzuki
Salome
Voix : Ryoko Shintani
Alexander
Voix : Masaya Onosaka
Ms. Saijo (Setsuko Saijo) / Black Carrier
Voix : Yu Asakawa
Satsuki Indou
Voix : Masumi Asano
Yayoi Shinmon
Voix : Yukari Minegishi
Nyan Tomochi
Voix : Saori Goto
Misae Kannazuki
Voix : Miyuki Ichijo
Sakie Kannazuki
Voix : Ai Sato
Heinojō Nagatsuki
Voix : Motomu Kiyokawa
Tenshi-chan / Poketen
Voix : Saori Sakura

## Série télévisée

### Fiche Technique
- Titre original : Kaitō Tenshi Twin Angel ~Kyun kyun☆Tokimeki Paradise!! (快盗天使ツインエンジェル〜キュンキュン☆ときめきパラダイス!!〜, Kaitō Tenshi Tsuin Enjeru kyun kyun tokimeki paradaisu?)
- Réalisation : Yoshiaki Iwasaki
- Scénario : Michiko Itō
- Character design : Ryōichi Ōki
- Musique : Shinkichi Mitsumune
- Studio : J.C. Staff

### Liste des épisodes
| No | Titre français                                           | Titre japonais                                  | Titre japonais                              | Date de 1re diffusion |
| No | Titre français                                           | Kanji                                           | Rōmaji                                      | Date de 1re diffusion |
| -- | -------------------------------------------------------- | ----------------------------------------------- | ------------------------------------------- | --------------------- |
| 1  | No Arguments! The Twin Angels Have Arrived!              | 問答無用！ ツインエンジェル登場                 | Mondō muyō! Tsuin enjeru tōjo               | 4 juillet 2011        |
| 2  | Thieves Abound! The Poketen Has Been Stolen!             | 盗難注意！ うばわれたポケてん                   | Tōnan chūi! Ubawareta Poketen               | 11 juillet 2011       |
| 3  | Filled With Spirit! Kurumi Hazuki's Arrival!             | 意気揚々！ 葉月クルミ見参                       | Iki yōyō! Hazuki Kurumi kenzan              | 18 juillet 2011       |
| 4  | Big Scoop! Find Out About the Twin Angels!               | 激撮激写！ 標的（ターゲット）はツインエンジェル | Gekisatsu gekisha! Tāgetto wa tsuin enjeru  | 25 juillet 2011       |
| 5  | Sound the Alarm! Ms. Saijou's Part Time Job              | 熱愛警報！ 西条先生のアルバイト                 | Netsuai keihō! Saijō-sensei no arubaito     | 1er août 2011         |
| 6  | Searing Winds! The Twin Angel Hurricane!                 | 情熱熱風！ エンジェルハリケーン                 | Jōnetsu neppū! Enjeru Harikēn               | 8 août 2011           |
| 7  | Unidentifiable! Nyan's UMA is a Good UMA!?               | 正体不明！ 娘のUMAは良いUMA!?                   | Shōtai fumei! Nyan no yūma wa yoi yūma!?    | 15 août 2011          |
| 8  | Follow Your Destiny! The Twin Sisters                    | 夷険一節！ 双子の姉妹                           | Iken issetsu! Futago no shimai              | 22 août 2011          |
| 9  | Formidable Opponents! Who are the Twin Phantoms?         | 強敵出現！ ツインファントムは誰？               | Kyōteki shutsugen! Tsuin Fantomu wa dare?   | 29 août 2011          |
| 10 | All in One Stroke! A Single Rose Burning in the Darkness | 一気呵成！ 闇に燃えるバラ一輪                   | Ikki kasei! Yami ni moeru bara ichirin      | 5 septembre 2011      |
| 11 | All is Lost! Mixed Feelings                              | 絶体絶命！ それぞれの想い                       | Zettai zetsumei! Sorezore no omoi           | 12 septembre 2011     |
| 12 | The Final Battle! Let's Bring the Smiles Back!           | 最終決戦！ みんなの笑顔を取り戻す！             | Saishū kessen! Minna no egao wo torimodosu! | 19 septembre 2011     |